# Čeněk Hausmann
Čeněk Hausmann, uváděn též jako Vincenc Hausmann (3. únor 1826 Vrbno u Mělníka – 13. listopad 1896 Praha), byl český matematik, profesor mechaniky a nauky o strojích, ve dvou funkčních obdobích rektor pražské polytechniky. Působil i jako politik, zasedal v Českém zemském sněmu a Říšské radě.

## Život
Studoval piaristickou kolej a stavovské gymnázium. Pražskou polytechniku vystudoval v roce 1845. V letech 1847–1852 zde přednášel deskriptivní geometrii ve funkci adjunkta mechaniky. V roce 1852 byl povolán do Lvova (Lembergu), kde přednášel mechaniku, stavbu strojů a deskriptivní geometrii. Následujícího roku byl jmenován profesorem. V této funkci později působil v Budapešti (1857–1863); po zavedení maďarštiny jako vyučovacího jazyka v roce 1860 obdržel jako jediný výjimku k přednášení v němčině. Krátce působil ve Štýrském Hradci (1863–1864) a od roku 1864 v Praze. Po rozdělení pražské techniky na dvě části v roce 1879 zůstal na české části („Císařská a královská česká vysoká škola technická v Praze“). Ve dvou funkčních obdobích 1869–1870 a 1880–1881 byl zvolen rektorem pražské techniky.
Byl i politicky aktivní. V zemských volbách v lednu 1867 byl zvolen na Český zemský sněm za městskou kurii (obvod Rychnov, Žamberk, Kostelec n. Orlicí, Dobruška). Mandát obhájil v krátce poté konaných zemských volbách v březnu 1867.
V srpnu 1868 patřil mezi 81 signatářů státoprávní deklarace českých poslanců, v níž česká politická reprezentace odmítla centralistické směřování státu a hájila české státní právo. V rámci začínající politiky české pasivní rezistence ale činnost poslance přestal vykonávat a byl pro absenci v září 1868 zbaven mandátu. Demonstrativně byl zvolen v doplňovacích volbách v září 1869. Ve svém obvodu uspěl i v zemských volbách v roce 1870 i v zemských volbách v roce 1872. Kvůli obnovené politice pasivní rezistence ale křeslo nepřevzal, byl pro absenci zbaven mandátu a následně opět zvolen v doplňovacích volbách roku 1873. Opět bojkotoval sněm a přišel o mandát a byl zase zvolen v doplňovacích volbách roku 1874, roku 1875. a roku 1876. 29. března 1876 sám definitivně na zemský mandát rezignoval. Zastupoval Národní stranu (staročechy).
Zasedal také v Říšské radě (celostátní zákonodárný sbor), kam byl zvolen v prvních přímých volbách roku 1873, kurie venkovských obcí, obvod Německý Brod, Polná, Ledeč atd. Z politických důvodů (i na Říšské radě Češi praktikovali tehdy pasivní rezistenci) se ovšem nedostavil do sněmovny. Již v prosinci 1873 byl proto pro neomluvenou absenci zbaven mandátu spolu s mnoha dalšími českými poslanci. Následně byl demonstrativně zvolen do Říšské rady v doplňovacích volbách, které se konaly v listopadu 1874 v městské kurii, obvod Tábor, Pacov, Humpolec atd. Znovu nepřevzal mandát a byl ho zbaven v lednu 1875. V říjnu 1875 byl do Říšské rady zvolen opětovně, ve svém předchozím obvodu Tábor, Pacov, Humpolec atd. v městské kurii. Tentokrát sám rezignoval v říjnu 1876.
V letech 1872–1876 byl rovněž členem zastupitelstva Prahy. V roce 1884 odešel na odpočinek.

### Rodinný život
Byl ženat s Amalií, rozenou Hoffmannovou (*1837), se kterou měl tři děti. Dcery Amelie Hausmannová a Olga Theofila Pikhartová se staly malířkami.